# Pequeña Mancha Roja

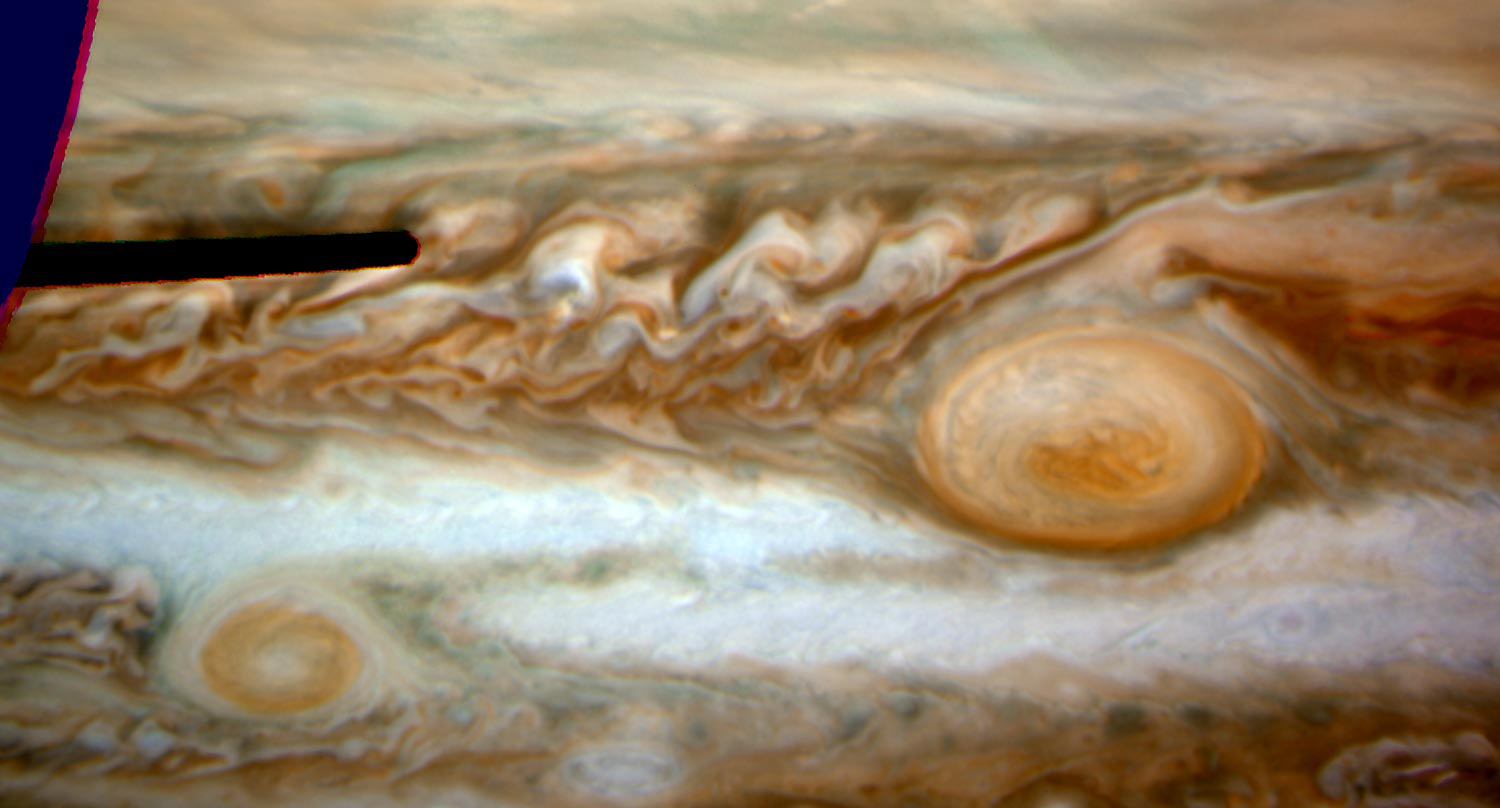
La Pequeña Mancha Roja (abajo, a la izquierda) y la Gran Mancha Roja (centro, a la derecha).

La Pequeña Mancha Roja es una enorme tormenta en la atmósfera de Júpiter, que apareció en 2006 junto a la Gran Mancha Roja.

## Historia
La Pequeña Mancha Roja apareció a comienzos de 2006, y se formó a partir de la fusión de tres grandes óvalos blancos presentes en Júpiter desde la década de 1940 y fusionados en uno solo entre los años 1998 y 2000 dando lugar a un único óvalo blanco denominado Óvalo Blanco BA, cuyo color evolucionó hacia los mismos tonos que la mancha roja a comienzos del 2006. La coloración rojiza de ambas manchas puede producirse cuando los gases de la atmósfera interior del planeta se elevan en la atmósfera y sufren la interacción de la radiación solar. Medidas en el infrarrojo sugieren que ambas manchas están elevadas, por encima de las nubes principales. El paso por tanto de Óvalo Blanco a mancha roja podría ser un síntoma de que la tormenta está ganando fuerza. El 8 de abril de 2006, la Cámara de Seguimiento Avanzada del Telescopio Espacial Hubble tomó nuevas imágenes de la joven tormenta.